# Mniomalia viridis
Mniomalia viridis là một loài rêu trong họ Phyllodrepaniaceae. Loài này được (Mitt.) Müll. Hal. mô tả khoa học đầu tiên năm 1874.